# Pallada
Pour les articles homonymes, voir Pallada (homonymie).
Le Pallada est un trois-mâts carré, à coque acier, construit en 1989, au chantier naval de Gdansk en Pologne.
Depuis la dissolution de l'Union soviétique il navigue sous pavillon russe. C'est un voilier école dont le port d'attache est Vladivostok.

## Histoire
Le Pallada est l'un des sister-ships du Polonais Dar Młodzieży, des Russes Mir et Nadejda, des Ukrainiens Druzhba et Khersones.

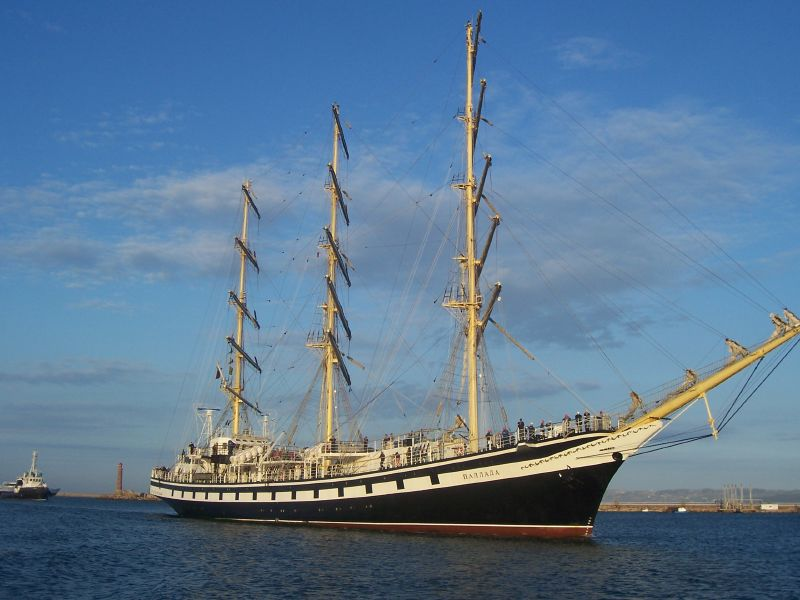
Le Pallada à Bizerte, Tunisie.

Contrairement aux autres qui ont une coque blanche, il a une coque noire et ressemble au Krusenstern. Il porte le nom de la déesse grecque Pallas Athéna.
Il appartient à la société Dalryba, un conglomérat d'entreprises de pêche.